# Marian Diamond
Marian Cleeves Diamond (11 november 1926 – 25 juli 2017) was een van de grondleggers van de moderne neurowetenschappen en was de eerste die bewees dat het brein plastisch is.

## Jeugd en opleiding
Diamond werd groeide op ten noorden van Los Angeles. Ze was de jongste in het gezin en had nog zes broertjes en zusjes.
Haar vader was een arts die van het noorden van Groot-Brittannië naar Californië verhuisde.
Haar moeder, Rosa Marian Wamphler, doceerde Latijn aan de middelbare school in Berkeley.
Diamond begon haar opleiding aan de La Crescenta grammar school waarna ze de Clark Junior High, de Glendale High School bezocht om uiteindelijk via het Glendale Community College, aan de University of California, Berkeley te studeren. In 1948 haalde zij haar Bachelors degree in biologie waarna ze in Oslo haar master haalde met de thesis “Functional Interrelationships of the Hypothalamus and the Neurohypophysis,” deze werd in 1953 gepubliceerd. Diamond gaf ook les, hetgeen zij haar levenspassie noemde.

## Plasticiteit
Diamond keerde in 1960 terug als lector aan de UC Berkeley waar ze ook haar studies naar de anatomie van de hersenen voortzette.
Het bewijs van de plasticiteit van de hersenschors van zoogdieren vond Diamond in 1964.

## Albert Einstein en Gliacellen
Diamond werd bekend door haar onderzoek naar de hersenen van Albert Einstein. Diamond kreeg stukjes van de hersenen toegestuurd via de post. Ze zaten in een pot waar eerst Kraft Miracle Whip in had gezeten en ze zagen eruit als kleine suikerklontjes. De stukjes waren haar opgestuurd door Thomas Harvey. 
Dr. Diamond ontdekte dat een deel van de hersenen van Einstein - de lagere pariëtale kwab, geassocieerd met wiskundig en taalkundig vermogen een hoge concentratie Gliacellen had, die neuronen dempen en voeden.
Er wordt steeds meer bekend over de invloed van Gliacellen.